# 吉田よし子
吉田よし子（よしだ よしこ、1932年- ）は、日本の野菜・果実研究家。

## 略歴
東京生まれ。旧姓・大西。1957年東京大学農学部農芸化学科卒。フイリピンで食生活に関する調査をしたのを皮切りに、熱帯圏の食文化を精力的に調べる。夫は吉田昌一（1930-84）IRRI（国際稲研究所（フィリピン））

## 著書
- 『熱帯のくだもの 食べ方と料理法入門』楽游書房 1978
- 『熱帯の野菜 トロピカルクッキング』楽游書房 1983
- 『香辛料の民族学 カレーの木とワサビの木』1988 中公新書
- 『魅力の野菜たち そのおいしい食べ方』東京新聞出版局 1989
- 『市場の新顔野菜』湯浅哲夫写真 誠文堂新光社(やさいの本)1991
- 『カレーなる物語』筑摩書房(ちくまプリマーブックス 1992
- 『熱帯の野菜 トロピカルクッキング』楽游書房 1993
- 『熱帯のくだもの トロピカルフルーツの食べ方』楽游書房 1993
- 『野菜を食べると病気にならない理由 食物繊維、βカロチンの驚くべき抗ガン作用とは』PHP研究所 1995
- 『おいしい花 花の野菜・花の薬・花の酒』八坂書房 1997
- 『野菜物語 大地のおいしい贈りもの』TOTO出版 1998
- 『マメな豆の話 世界の豆食文化をたずねて』2000 平凡社新書
- 『香りの植物 樹木からハーブまで』亀田龍吉写真 山と溪谷社 (Point図鑑)2000
- 『からだにやさしい野菜物語』2003 幻冬舎文庫

### 共著編・監修
- 『日本で楽しむトロピカル料理 熱帯アジア11カ国193料理紹介』編 楽游書房 1989
- 『熱帯アジア14カ国の家庭料理 新版日本で楽しむトロピカル料理』編 楽游書房 1993
- 『東南アジア市場図鑑 植物篇』菊池裕子共著 弘文堂 2001
- 『豆はとってもすぐれもの』総監修 岩崎書店 (大研究!!「豆」のひみつがわかる本) 2008
- 『豆を育ててみよう!』総監修 岩崎書店(大研究!!「豆」のひみつがわかる本 2)2008

翻訳
- ナショナル・アカデミー・オブ・サイエンス編『21世紀の熱帯植物資源』吉田昌一共訳 農政調査委員会 1979 楽游書房 1983